# 1-フルオロナフタレン
1-フルオロナフタレン（英: 1-Fluornaphthalene）は、化学式C10H7Fで表される有機フッ素化合物である。

## 合成
ナフタレンとSelectfluorを反応させることにより得られる。

## 用途
1-フルオロナフタレンは、tert-ブチルリチウムを媒介させることにより、6置換フェナントリジンの合成原料となる。これは、セロトニンおよびノルエピネフリンの強力な阻害剤であるLY248686の合成にも使用される。
ナフタレンにフッ素が結合した化合物は、液晶ディスプレイに使われる液晶の材料となる。
日本の消防法では、危険物第4類第二石油類（非水溶性）に区分される。